# Bourreria rubra
Bourreria rubra är en strävbladig växtart som beskrevs av Emily Jane Lott och J.S. Miller. Bourreria rubra ingår i släktet Bourreria och familjen strävbladiga växter. Inga underarter finns listade i Catalogue of Life.